# Пјесме са Змијања
Пјесме са Змијања представљају руковет коју је написао српски академик, композитор, етномузиколог, хоровођа и педагог Владо С. Милошевић. Компоноване су 1940. године, а штампане у издању аутора 1964. године. Послије успјешног извођења на Конгресу музичких умјетника у Београду 1950. године, руковет је релативно често извођена. Сви напјеви који су коришћени припадају старијој сеоској традицији Змијања.